# موشک حاج قاسم
موشک شهید حاج قاسم با نام کامل: «موشک بالستیک شهید حاج قاسم سلیمانی» یک موشک بالستیک ساخت سازمان صنایع هوافضا وزارت دفاع است که در تاریخ ۳۰ مرداد ۱۳۹۹ با حضور رئیس‌جمهور وقت، از آن رونمایی گردید.
نیروهای نظامی ایران، این موشک را نقطه‌زن، با برد ۱۴۰۰ کیلومتر، ۷ تن وزن و قابلیت حمل ۵۰۰ کیلوگرم مواد منفجره معرفی کرده‌اند که می‌تواند با سرعت ۱۲ ماخ حرکت و با سرعت ۶ ماخ به هدف برخورد کند.

## تاریخچه
موشک شهید حاج قاسم با نام کامل: «موشک بالستیک شهید حاج قاسم سلیمانی» یک موشک بالستیک ساخت سازمان صنایع هوافضا وزارت دفاع است که در تاریخ ۳۰ مرداد ۱۳۹۹ از آن رونمایی گردید. حسن روحانی، رئیس‌جمهور وقت ایران هم در این مراسم از طریق مجازی شرکت داشت.
این موشک قرار است در اختیار نیروهای سپاه پاسداران انقلاب اسلامی قرار بگیرد.

## مشخصات فنی
طبق گزارش خبرگزاری تسنیم موشک حاج قاسم نسل جدید موشک‌های نقطه‌زن فاتح ۱۱۰ محسوب می‌گردد و دارای قابلیت عبور از سامانه‌های دفاع موشکی می‌باشد. به گفته نیروهای نظامی ایرانی، این موشک «مایل پرتاب و به صورت تاکتیکی و متحرک و مبتنی بر فناوری‌های کنترل پروازی» ساخته شده است. طول بدنه این موشک ۱۱متر و قطر بدنه آن حدود ۸۵ تا ۹۵ سانتی‌متر است. وزن سر جنگی این موشک ۵۰۰ کیلوگرم و حداکثر سرعت آن ۱۲ ماخ است. وزن کلی این موشک ۷ تن و دارای ۸ بالک است. دقت این موشک را زیر ۱۰ متر گفته‌اند.
این موشک، جدیدترین موشک بالستیک ایرانی است که دارای بُرد ۱٬۴۰۰ (تا ۱٬۸۰۰) کیلومتر می‌باشد موشک ۱۰۰درصد ایرانی است. این موشک سوخت جامد است و پس از ذوالفقار و دزفول، دوربردترین موشک‌های بالستیک ساخت ایران است. سر این موشک از بدنه جدا می‌شود و با وجود بردی به اندازه موشک‌ها برد بلند سجیل، طول کوتاه‌تری دارند. سرعت این موشک به هنگام برخورد به هدف، ۵ ماخ ادعا شده است. بالک‌های پایدارساز در انتهای بدنه و سر جنگی جداشونده مجهز به بالک‌های کنترلی با قطری کمتر از قطر بدنه از دیگر مشخصه‌های این موشک توصیف شده است.

## نظرها
- نام این موشک بالستیک از نام فرماندهٔ پیشین نیروی قدس سپاه پاسداران (قاسم سلیمانی) که در حمله موشکی نیروهای آمریکایی در عراق کشته شد، برگرفته شده است.[۱۲][۸]
- سخنگوی وزارت دفاع ایران در مهرماه ۱۴۰۲ مدعی شد که این موشک برای هدف‌گیری اهداف در اسرائیل طراحی شده است.[۱۷][۱۸]